# Himàlaia
L'Himàlaia (del sànscrit हिमालय, himālaia, compost per hima: 'neu' i ālaia: 'casa, lloc') és un massís muntanyós d'Àsia que es reparteix entre Bhutan, l'Índia, el Nepal, el Pakistan, el Tibet i la Xina. Forma un arc amb una llargària de 2.600 km d'est a oest i una amplària de 350 km de nord a sud. És la serralada més alta de la Terra, amb catorze cims de més de 8.000 metres d'altitud, amb l'Everest com a punt més alt (8.848 m), seguit del K2 (8.611 m) i el Kanchenjunga (8.598 m).
El primer mapa raonablement acurat de la serralada fou dibuixat per Antoni de Montserrat l'any 1590 acompanyant al seu llibre Mongolicae Legationis Commentarius, i la primera exploració europea fou del portuguès António de Andrade en 1524.

## Topònim i forma catalana
«L'Himalaia. Pronunciat com a paraula plana, alternativa a la pronúncia normativa esdrúixola preconitzada per Joan Coromines [LleuresC, p. 58] i adoptada sense discussió fins i tot per l'ésAdir; en anglès, sempre més laxes, accepten totes dues pronúncies; la més espontània en català, en tot cas, és com a paraula plana, per més que el terme compost sànscrit tingui llarga la primera vocal de la segona part del compost [ālaia]; i crec que la pronúncia com a paraula esdrúixola és violenta en català per la composició vocàlica de les dues síl·labes següents [totes les paraules que trobo acabades en –aia són planes: Laia, talaia, bavaia, palaia, baia, atzagaia, papaia, i Himalaia en seria una més per fer rima]; a més a més, posats a ser rigorosos, la pronúncia tant en sànscrit com en anglès és amb hac aspirada, i si es respectés en cat. s'hauria d'escriure “el Himàlaia”) (Al seu Manual d'ús de l'estàndard oral, Universitat de València 1990/2012 10, Josep Lacreu inclou “Himalaia” com a admissible)»

## Geologia i formació
L'Himàlaia es va formar fa devers 50 milions d'anys a l'era terciària: segons la teoria de tectònica de plaques, es va produir pel xoc de la placa índia procedent de l'antic continent de Gondwana, i la d'Euràsia, que provenia de la divisió de l'antiga Lauràsia.
Malgrat que geogràficament estiguin ben diferenciades, en parlar de l'Himàlaia moltes vegades s'hi inclou també el Karakoram (nord-oest), el Transhimàlaia (al nord del Tibet) i el Prehimàlaia, que el separa de les planures de l'Índia.

## Geografia

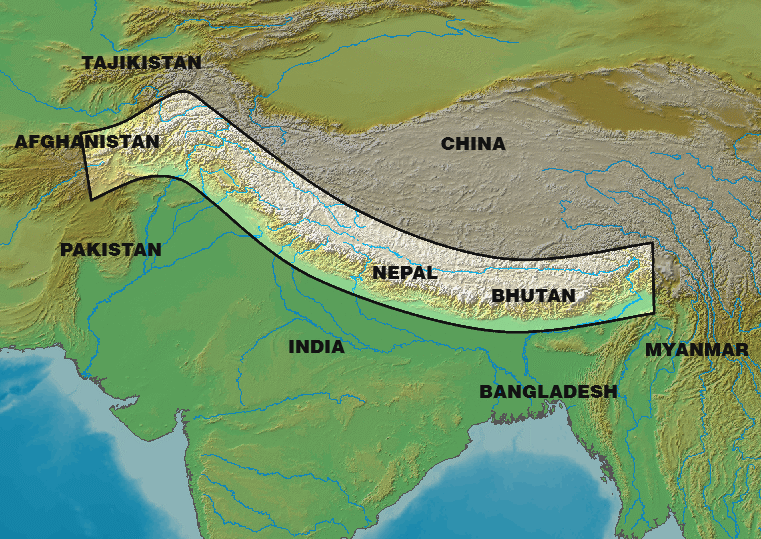
Situació geogràfica de l'Himàlaia

L'Himàlaia es troba a cavall entre diversos països; la part nord del Karakoram pertany al Xinjiang (Xina), mentre que el sud pertany al Pakistan. L'extrem oriental del Karakoram correspon al Caixmir, territori en disputa entre el Pakistan i l'Índia des del 1947. Pel que fa a l'Himàlaia en sentit estricte, el vessant septentrional pertany al Tibet, país ocupat per la Xina, i el vessant meridional es reparteix entre el Pakistan, l'Índia, el Nepal i Bhutan.

### Geografia humana
Els grups ètnics del vessant nord de l'Himàlaia són principalment de tipus mongol i de religió budista, mentre que al vessant sud hi ha un mosaic ètnic i cultural (només al Nepal hi ha almanco 19 grups ètnics principals) i de religió fonamentalment musulmana a l'oest, i hindú al centre i est de la serralada.

### Geografia política
A l'Himalàia hi conflueixen diversos estats. La serralada cobreix una extensió d'uns 594.400 km², que inclou parts del Pakistan, l'Índia, Nepal, Bhutan i Tibet.
El vessant septentrional del Karakorum pertany a Sinkiang, territori xinès, mentre que el vessant meridional pertany al Pakistan.
L'extrem oriental del Karakorum correspon a la regió del Caixmir, territori en disputa entre Pakistan i l'Índia des del 1947
De l'Himàlaia, sensu stricto, el vessant septentrional pertany al Tibet, país ocupat per la Xina, i es reparteix el vessant meridional entre el Pakistan, l'Índia, el Nepal i Bhutan.

## Ecologia

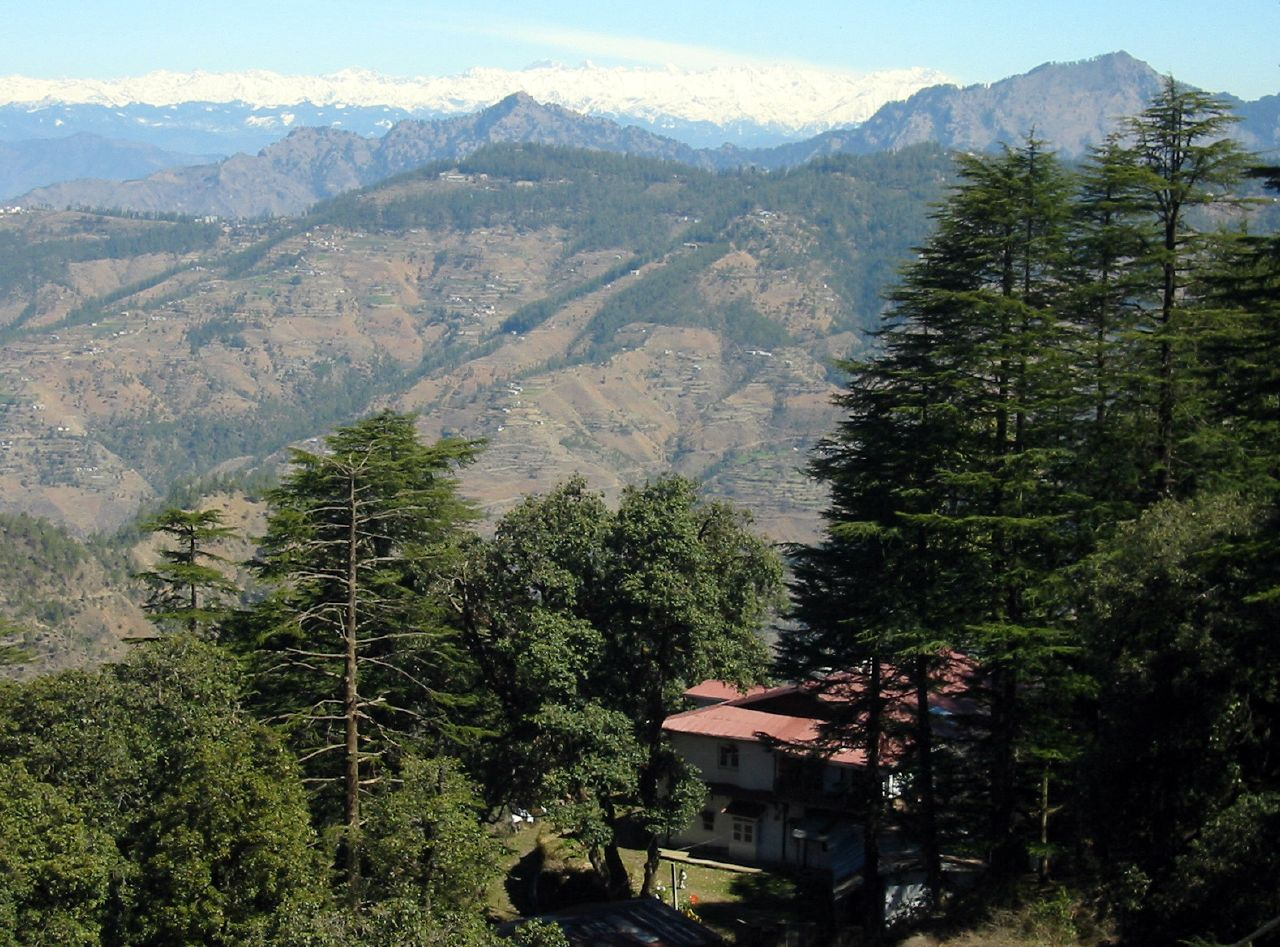
Una vista des de la cresta superior de Shimla mirant cap al nord vers els cims nevats de l'Himàlaia, visible al fons. Al primer pla, un arbreda de Cedrus deodara

La flora i la fauna de l'Himàlaia varia amb el clima, les pluges, l'altitud, i la terra. El clima té un rang que va des del tropical a la base de les muntanyes fins al gel permanent i les neus perpètues a les elevacions més altes. La quantitat de precipitació s'incrementa d'oest a est al llarg del front de la serralada. La diversitat de climes, altituds, precipitacions i condicions del sòl generen una gran varietat de plantes i de comunitats animals.

### Boscos de les terres baixes
A la plana indogangètica de la base de les muntanyes, una plana al·luvial regada per l'Indus i els rius Ganges-Brahmaputra, la vegetació varia d'oest a est segons les precipitacions. Les zones desèrtiques que caracteritzen aquesta zona ocupen les planes del Pakistan i del Panjab. Més a l'est, es troben les planes tropicals de l'alt Ganges d'Uttarakhand i Uttar Pradesh i els boscos caducifolis humits del baix Ganges, a Bihar i Bengala occidental. Són boscos monsònics, amb arbres caducifolis de secà que perden les fulles durant l'època seca. Els boscos semicaducifolis de la vall del Brahmaputra, més humits, ocupen les planúries d'Assam.

### Franja del Terai
Per sobre de la plana al·luvial, hi ha la franja del Terai, una zona de sòls sorrencs i argilosos que en algunes estacions esdevenen aiguamolls. El Terai rep més precipitacions que les planes, i els rius baixants de l'Himàlaia s'alenteixen i s'estenen a la zona del Terai, més plana, dipositant llims fèrtils durant l'estació del monsó i retrocedint durant l'estació seca. El Terai té un mantell freàtic elevat a causa de l'aigua que cau de la zona adjacent. La part central de la franja del Terai està ocupada pels herbassars i les sabanes del Terai-Duar, un mosaic d'herbassars, sabanes i boscos perennes i caducifolis que inclou alguns dels herbassars més alts del món. Aquests herbassars són la llar del rinoceront de l'Índia (Rhinoceros unicornis).

### Franja del Bhabhar
Sobre la franja del Terai, hi ha una zona d'altiplà conegut com el Bhabhar, una zona de sòls porosos i rocosos, compostos de residus que han estat duts pel corrent d'altituds més elevades. El Bhabhar i el Shiwalix baix tenen un clima subtropical. Els boscos conífers subtropicals de l'Himàlaia ocupen l'extrem occidental de la franja subtropical, amb boscos dominats per Pinus roxburghii. La part central de la serralada és la llar dels boscos de flor subtropicals de l'Himàlaia, dominats pel sal (Shorea robusta).

### Els turons de Shiwalik
També anomenats turons Churia o Margalla, els monts Sivalik són el terreny més exterior de peus de turons que s'estén a través de la regió de l'Himàlaia, pel Pakistan, l'Índia, el Nepal i Bhutan. Consta de moltes subàrees. Els cims es troben entre 600 i 1.200 metres. Els pendents meridionals, més escarpats, formen una zona de falles anomenada Himalayan Frontal Thrust (HFT); els pendents septentrionals són més suaus. Els conglomerats permeables i altres roques permeten que l'aigua de la pluja s'escoli pendent avall cap al Bhabhar i el Terai, i pendent amunt només hi creixen boscos d'arbusts.

### Terai interior o valls Dun
Les valls del Terai interior són unes valls obertes al nord dels monts Shivalik o entre les subzones del Shivalik. En són exemples el Dehra Dun a l'Índia i el Chitwan al Nepal.

### L'Himàlaia menor
És una serralada prominent d'entre 2.000 i 3.000 metres d'altitud formada al llarg del Main Boundary Thrust, una zona de falla amb una cara meridional escarpada i pendents septentrionals més suaus. És gairebé contínua excepte a les gorges dels rius. Els rius s'uneixen en forma de canelobre al nord per trencar aquesta serralada per, relativament, pocs llocs.

### Terres mitjanes
Una regió muntanyosa d'uns 1.000 metres de mitjana immediatament al nord de la serralada de Mahabharat, que es va elevant al llarg d'uns 100 km fins a uns 4.000 metres d'altitud a la zona de falla del Main Frontal Thrust, on comença el Gran Himàlaia.
- Boscos de muntanya: a les elevacions mitjanes de la serralada, els boscos subtropicals deixen lloc a una franja de boscos temperats de flor i mixtos, amb els boscos de flor de l'Himàlaia occidental a l'extrem occidental de la serralada, i els boscos de flor de l'Himàlaia oriental a Assam i Arunachal Pradesh. Per sobre dels boscos de flors, són els boscos conífers subalpins de l'Himàlaia occidental i de l'Himàlaia oriental.

### Arbustos i prats alpins
Per sobre la línia d'arbres, es troben els prats i matollars alpins de l'Himàlaia nord-occidental, occidental i oriental, que deixen el lloc a la tundra a l'alta serralada de l'Himàlaia. Els prats alpins són l'hàbitat estival de la pantera de les neus (Uncia uncia), una espècie amenaçada.

## Principals cims de l'Himàlaia

### Cims de més de 8.000 metres
| Nom del cim   | Altres noms o significats                                                              | Alçada (m.) | Alçada (ft.) | Primera ascensió | Notes |
| ------------- | -------------------------------------------------------------------------------------- | ----------- | ------------ | ---------------- | --- |
| Everest       | Sagarmatha (nepalès), 'El cap del món' Chomolangma (tibetà), 'La dea mare de les neus' | 8848        | 29.035.44    | 1953             | Muntanya més alta del món, situada a la Xina/Nepal.                                                                |
| K2            | Chogo Gangri                                                                           | 8.611       | 28.251       | 1954             | 2a muntanya més alta del món, situada al Karakorum, al Pakistan.                                                   |
| Kangchenjunga | Kangchen Dzö-nga, 'Cinc tresors de les grans neus'                                     | 8.586       | 28.169       | 1955             | 3a muntanya més alta del món, situada a la Xina/Nepal.                                                             |
| Lhotse        | 'El pic del sud'                                                                       | 8.516       | 27.940       | 1956             | 4a muntanya més alta del món, situada a la Xina/Nepal, a l'ombra de l'Everest.                                     |
| Makalu        | 'El gran negre'                                                                        | 8.462       | 27.765       | 1955             | 5a muntanya més alta del món, situada al Nepal.                                                                    |
| Cho Oyu       | Qowowuyag, 'La dea turquesa'                                                           | 8.201       | 26.905       | 1954             | 6a muntanya més alta del món, situada al Nepal.                                                                    |
| Dhaulagiri    | 'La muntanya blanca'                                                                   | 8.167       | 26.764       | 1960             | 7a muntanya més alta del món, situada al Nepal.                                                                    |
| Manaslu       | Kutang, 'La muntanya de l'esperit'                                                     | 8.156       | 26.758       | 1956             | 8a muntanya més alta del món, situada a Gurkha Himal (Nepal).                                                      |
| Nanga Parbat  | Diamir, 'La muntanya nua'                                                              | 8.126       | 26.660       | 1953             | 9a muntanya més alta del món, situada a les àrees del nord del Pakistan.                                           |
| Annapurna     | 'La dea de la recol·lecció'                                                            | 8.091       | 26.545       | 1950             | La 10a més alta. La muntanya més "mortífera" del món, situada al Nepal.                                            |
| Gasherbrum I  | 'La muntanya bella'                                                                    | 8.080       | 26.509       | 1958             | 11a muntanya més alta del món. Situada al Karakorum, Pakistan.                                                     |
| Broad Peak    | Faichan Kangri                                                                         | 8.047       | 26.401       | 1957             | 12a muntanya més alta del món. Situada al Karakorum, Pakistan.                                                     |
| Gasherbrum II | -                                                                                      | 8.035       | 26.362       | 1956             | 13a muntanya més alta del món, situada al Karakorum, Pakistan.                                                     |
| Shishapangma  | Xixiabangma, 'Cresta sobre les planes herboses'                                        | 8.013       | 26.289       | 1964             | 14a muntanya més alta del món. Situada al Tibet, és la muntanya més alta situada de forma íntegra dins de la Xina. |

### Altres cims importants
| Nom del cim      | Altres noms o significats                    | Alçada (m.) | Alçada (ft.) | Primera ascensió           | Notes |
| ---------------- | -------------------------------------------- | ----------- | ------------ | -------------------------- | --- |
| Gyachung Kang    | desconegut                                   | 7.952       | 26.089       | 1964                       | 15a muntanya més alta. Situada al Nepal/Tibet, és la muntanya més alta per sota dels 8.000 metres.                                         |
| Gasherbrum IV    | -                                            | 7.925       | 26.001       | 1958                       | Un cim extremadament tècnic d'ascendir, i el 17è més alt de la Terra, situat a la serralada del Karakorum, al Pakistan.                    |
| Masherbrum       | desconegut                                   | 7.821       | 25.660       | 1960                       | 22è cim més alt de la Terra. Situat a la serralada del Karakorum, al Pakistan.                                                             |
| Nanda Devi       | 'Dea de la bona fortuna'                     | 7.817       | 25.645       | 1936                       | 23è cim més alt de la Terra. Situat a Uttarakhand, i és el cim més alt situat íntegrament dins de l'Índia.                                 |
| Rakaposhi        | 'La paret brillant'                          | 7.788       | 25.551       | 1958                       | Un imponent pic situat al Karakorum pakistanès.                                                                                            |
| Gangkhar Puensum | Gankar Punzum, 'Les tres muntanyes germanes' | 7.570       | 24.836       | Encara no s'ha escalat mai | És la muntanya més alta que encara no ha estat escalada per cap alpinista. Està situada al Regne de Bhutan.                                |
| Ama Dablam       | 'La mare i el seu collar'                    | 6.848       | 22.467       | 1961                       | Considerat per molts com el cim més bell del món. Està situat a Khumbu, Nepal, i domina el tresc cap a l'Everest durant molts quilòmetres. |

## Toponímia
Els topònims utilitzats per a individualitzar les muntanyes de l'Himàlaia són generalment formats amb radicals de l'idioma nepalès, del tibetà, de turquestà o del sànscrit, combinats moltes vegades de manera híbrida entre si, i solen posseir una capacitat expressiva i una condensació de significats que sol passar inadvertida als estrangers. En nepalès, himal significa 'muntanya coberta de neu' i es fa servir per a anomenar diverses muntanyes.
Alguns noms són típicament descriptius:
- Karakorum, 'la pedrera negra'
- Dhaulagiri, 'muntanya blanca'
- Nilgiri, 'muntanya blava'
- Gasherbrum, 'la paret brillant'
- Machapuchare, 'la cua de peix'
- Makalu, 'el gran negre'
- Kang Taiga, 'la cadira de neu'
- Chogo Ri (redenominat K2), 'la gran muntanya'

En altres casos, el topònim té una precisa al·lusió religiosa:
- Pancchulé, 'les cinc fletxes celestials'
- Gosainthan, 'el lloc dels sants'
- Trisul, 'el trident' (símbol de Shiva)
- Indrasan, 'el tro d'Indra'
- Manaslu, 'la muntanya de la ment'
- Chomo Lungma (més conegut a Occident com a Everest), 'la dea mare del món'
- Annapurna, 'plena de grans' (com d'arròs)
- Ganesh Himal, 'la neu de Ganesh' (el déu elefant)

Existeixen algunes muntanyes el nom de les quals deriva de la seva posició respecte als altres cims:
- Nuptse, 'muntanya de l'oest'
- Lhotse Shar, 'muntanya del sud-est'
- Lhotse, 'muntanya del sud'
- Nunagiri, 'muntanyes entre dos rius'

Hi ha noms amb significats més diversos:
- Kardong, 'la fortalesa de neu'
- Mahalangur Himal, 'la serralada muntanyosa dels grans simis'
- Mustagh, 'les muntanyes brillants del cel'
- Shisha Pangma, 'la cresta més enllà de les pastures'
- Mulkilà, 'la fortalesa de plata'
- Amai Dablang, 'la mare que abraça'
- Kanchenjonga, 'els cinc tresors de la neu'

## Religió

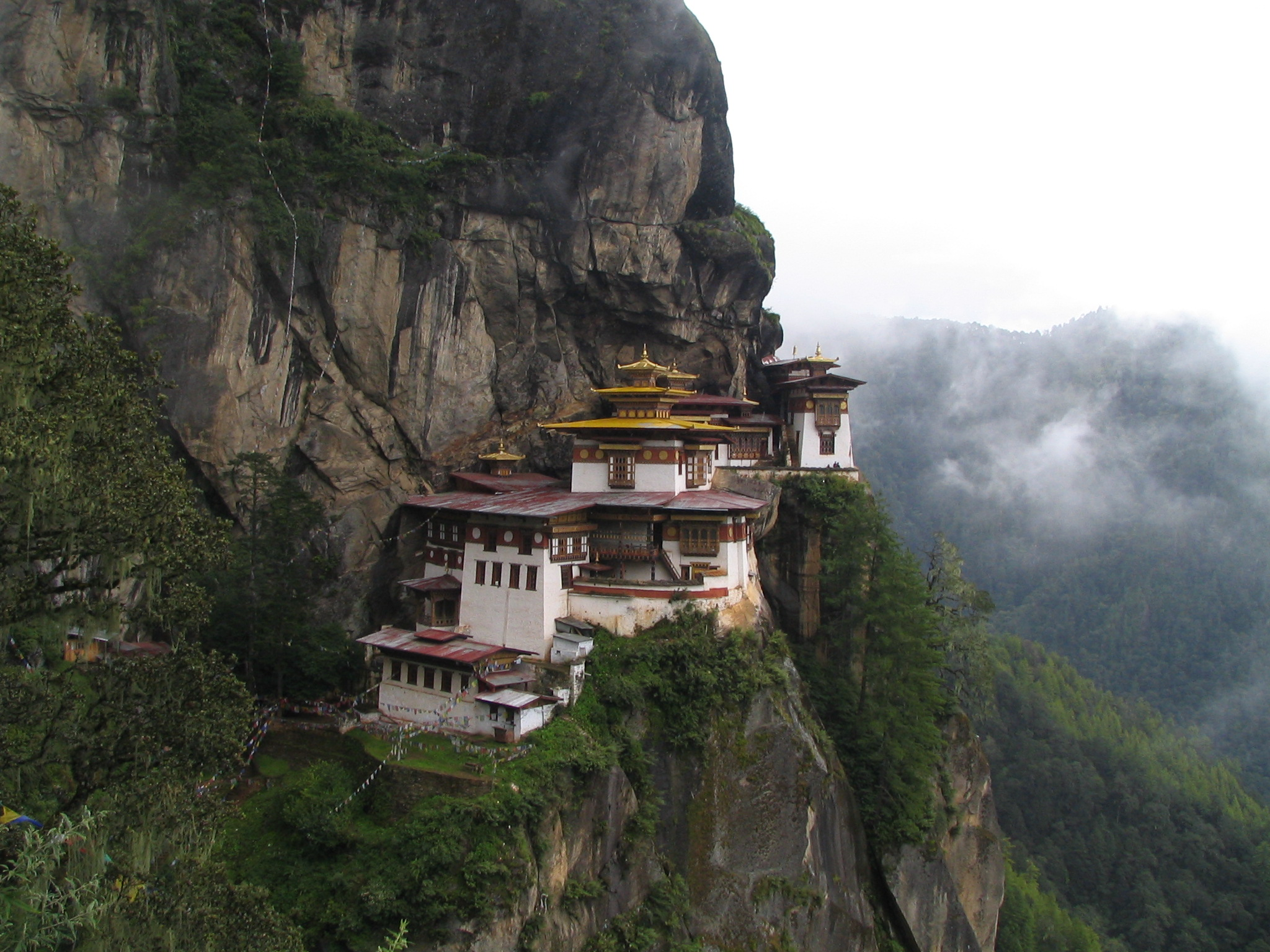
Monestir de Taktshang, conegut també com el Niu del Tigre

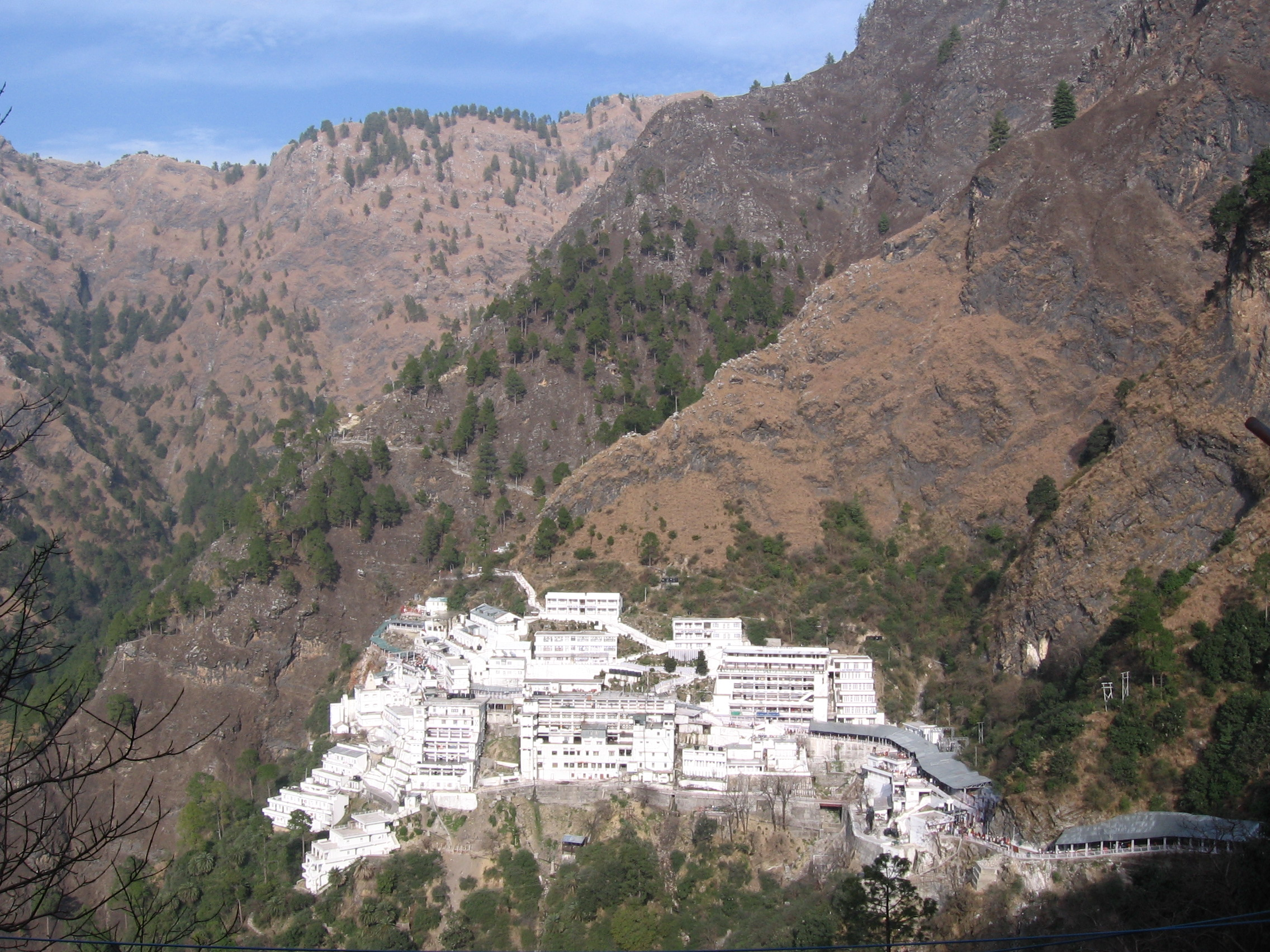
Santuari de Vaishno Devi

Diversos llocs de l'Himàlaia tenen un significat religiós important per a les religions hinduista i budista. En l'hinduisme, l'Himàlaia també s'ha personificat com el déu Himavat, el pare del cònjuge de Shiva, Parvati.
Alguns dels punts importants per a la religió de l'Himàlaia són:
- Haridwar, el punt on el riu Ganga entra a les planes.
- Badrinath, un temple dedicat a Vishnu.
- Kedarnath, lloc on està situat un dels dotze jyotirlingas.
- Gaumukh, la font del riu Bhagirathi (i per tant, per extensió, del Ganges), a unes quantes milles per sobre de la ciutat de Gangotri.
- Deoprayag, on l'Alaknanda i el Bhagirathi es mesclen per a formar el Ganges.
- Rishikesh, conté el temple de Lakshmana.
- Mount Kailash, un cim de 6.638 metres d'altitud que és la llar dels déus hindús Xiva i Uma, i també és venerat pels budistes. Està prohibit ascendir al cim, i és tan sagrat que està envoltat a la seva base. El llac Manasarovar és a la base de la muntanya i és la font del Brahmaputra.
- Amarnath té un lingam de Shiva de gel, que es forma unes poques setmanes cada any. Milers de persones visiten la cova durant aquelles setmanes.
- El Vaishno Devi és un popular santuari dels devots de Durga.
- Sri Hemkund Sahib.

A més de la llista anterior, un nombre important de centres budistes tibetans estan situats a l'Himàlaia, incloent-hi la residència del dalai-lama. Hi ha prop de 6.000 monestirs al Tibet. Els musulmans tibetans tenen les seves pròpies mesquites a Lhasa i a Shigatse.
Les següents entitats místiques s'han associat amb l'Himàlaia:
- El Ieti és una de les criatures més famoses en criptozoologia. És una gran criatura, com un primat, que se suposa que viu a l'Himàlaia. La majoria de científics i experts creuen que les evidències sobre l'existència del Ieti no són prou persuasives, i són el resultat de llegendes, bromes o falta d'identificació de criatures mundanes.
- Shambhala és una ciutat mística, amb diverses llegendes associades, i és un dels vint-i-quatre reialmes amagats de l'Himàlaia, del budisme Vajrayana.[12] Algunes de les llegendes la consideren com una ciutat real, on es preserven les doctrines secretes del budisme, i altres llegendes creuen que la ciutat no existeix físicament i que únicament pot ser assolida en el reialme mental.

## L'Himàlaia en poesia
Himalaya és part de la col·lecció Hunkar de Ramdhari Singh 'Dinkar', que ha estat descrit per la crítica com a "brases ardents a l'ombra d'un tranquil arc de sant Martí". En aquest poema, la grandiositat de l'Himàlaia reflecteix metafòricament Mohandas Gandhi, que, en aquest poema, reflecteix metafòricament Mahatma, a qui invoca a l'acció, deixant el camí de la meditació mística de l'ascètica.

## Grans alpinistes de l'Himàlaia
Primeres ascensions als 14 vuit mil
| Cim           | Alçada | Situació      | 1a ascensió     | 1rs alpinistes | 1a ascensió hivernal | 1r/s alpinistes hivernals                            | Ascensions | Morts | Taxa de mortalitat | Taxa de mortalitat abans del 1990* | Taxa de mortalitat després del 1990* |
| ------------- | ------ | ------------- | --------------- | --- | -------------------- | ---------------------------------------------------- | ---------- | ----- | ------------------ | ---------------------------------- | ------------------------------------ |
| Everest       | 8848 m | Nepal/Xina    | 29 maig 1953    | Edmund Hillary · Tenzing Norgay | 17 febrer 1980       | Krzysztof Wielicki · Leszek Cichy                    | 3684       | 210   | 5.70%              | 37%                                | 4,4%                                 |
| K2            | 8611 m | Pakistan/Xina | 31 juliol 1954  | Achille Compagnoni · Lino Lacedelli                                                                                                  |                      |                                                      | 284        | 66    | 23.24%             | 41%                                | 19,7%                                |
| Kangchenjunga | 8586 m | Nepal/Índia   | 25 maig 1955    | George Band · Joe Brown | 11 gener 1986        | Krzysztof Wielicki · Jerzy Kukuczka                  | 209        | 40    | 21.4%              | 21%                                | 22%                                  |
| Lhotse        | 8516 m | Nepal/Xina    | 18 maig 1956    | Fritz Luchsinger · Ernst Reiss | 31 Dec 1988          | Krzysztof Wielicki                                   | 221        | 11    | 3.43%              | 14%                                | 2%                                   |
| Makalu        | 8485 m | Nepal/Xina    | 15 maig 1955    | Jean Couzy · Lionel Terray | 09 febrer 2009       | Simone Moro · Dennis Urubko                          | 234        | 26    | 11.11%             | 16%                                | 8,5%                                 |
| Cho Oyu       | 8188 m | Nepal/Xina    | 19 octubre 1954 | Joseph Joechler · Pasang Dawa Lama · Herbert Tichy                                                                                   | 12 febrer 1985       | Maciej Berbeka · Maciej Pawlikowski · Jerzy Kukuczka | 2668       | 39    | 1,46%              |                                    |                                      |
| Dhaulagiri    | 8167 m | Nepal         | 13 maig 1960    | Kurt Diemberger · Peter Diener · Nawang Dorje · Nima Dorje · Ernst Forrer · Albin Schelbert                                          | 21 gener 1985        | Andrzej Czok · Jerzy Kukuczka                        | 358        | 58    | 16.20%             | 31%                                | 11%                                  |
| Manaslu       | 8163 m | Nepal         | 09 maig 1956    | Toshio Imanishi · Gyalzen Norbu | 14 gener 1984        | Maciej Berbeka · Ryszard Gajewski                    | 297        | 53    | 17.85%             | 35.16%                             | 13,42%                               |
| Nanga Parbat  | 8126 m | Pakistan      | 03 juliol 1953  | Hermann Buhl |                      |                                                      | 287        | 64    | 22.30%             | 77%                                | 5,5%                                 |
| Annapurna     | 8091 m | Nepal         | 03 juny 1950    | Maurice Herzog · Louis Lachenal | 03 febrer 1987       | Jerzy Kukuczka · Artur Hajzer                        | 153        | 58    | 42.85%             | 66%                                | 19,7%                                |
| Gasherbrum I  | 8080 m | Pakistan/Xina | 05 juliol 1958  | Andrew Kauffman · Pete Schoening |                      |                                                      | 265        | 25    | 9.43%              | 15.5%                              | 8,75%                                |
| Broad Peak    | 8051 m | Pakistan/Xina | 09 juny 1957    | Fritz Wintersteller · Marcus Schmuck · Kurt Diemberger · Hermann Buhl ·                                                              |                      |                                                      | 359        | 19    | 5.29%              | 5%                                 | 8,6%                                 |
| Gasherbrum II | 8034 m | Pakistan/Xina | 08 juliol 1956  | Fritz Moravec · Josef Larch · Hans Willenpart                                                                                        |                      |                                                      | 836        | 19    | 2.27%              | 7.8%                               | 0,44%                                |
| Shishapangma  | 8027 m | Xina          | 02 maig 1964    | Hsu Ching · Chang Chun-yen · Wang Fu-zhou · Chen San · Cheng Tien-liang · Wu Tsung-yue · Sodnam Doji · Migmar Trashi · Doji · Yonten | 14 gener 2005        | Piotr Morawski · Simone Moro                         | 274        | 23    | 8.39%              | 2%                                 | 16,8%                                |

### Alpinistes amb els 14 8.000
Els 10 primers alpinistes a assolir els 14 cims més alts de la Terra són:
| Ordre | Alpinista           | Nacionalitat  | Any  |
| ----- | ------------------- | ------------- | ---- |
| 1     | Reinhold Messner    | Itàlia        | 1986 |
| 2     | Jerzy Kukuczka      | Polònia       | 1987 |
| 3     | Erhard Loretan      | Suïssa        | 1995 |
| 4     | Carlos Carsolio     | Mèxic         | 1996 |
| 5     | Kryzysztof Wielicki | Polònia       | 1996 |
| 6     | Juan Oiarzabal      | País Basc     | 1999 |
| 7     | Sergio Martini      | Itàlia        | 2000 |
| 8     | Park Young          | Corea del Sud | 2001 |
| 9     | Um Hong             | Corea del Sud | 2001 |
| 10    | Alberto Iñurrategi  | País Basc     | 2002 |

Pel que fa als alpinistes catalans, Òscar Cadiach amb 13 cims (i 2 repeticions) és el que n'ha assolit més, seguit per Juanjo Garra i Ferran Latorre, amb 10 vuit mil cadascú.
L'any 2020, el banyolí Sergi Unanue i el barceloní Dani Benedicto es convertiren en les persones més joves del món a travessar l'Himàlaia a peu després d'haver caminat 1.700 quilòmetres amb 175.000 metres de desnivell acumulat en 99 dies sense assistència.

## Documentals de l'Himàlaia
- Journey of a Red Fridge  (2007), dirigit per Lucian i Natasa Muntean (Lunam Docs), és un documental premiat que explica la història d'un nen portador que treballa a les muntanyes nepaleses de l'Himàlaia.
- Baraka (1992), dirigida per Ron Fricke.

## Imatges

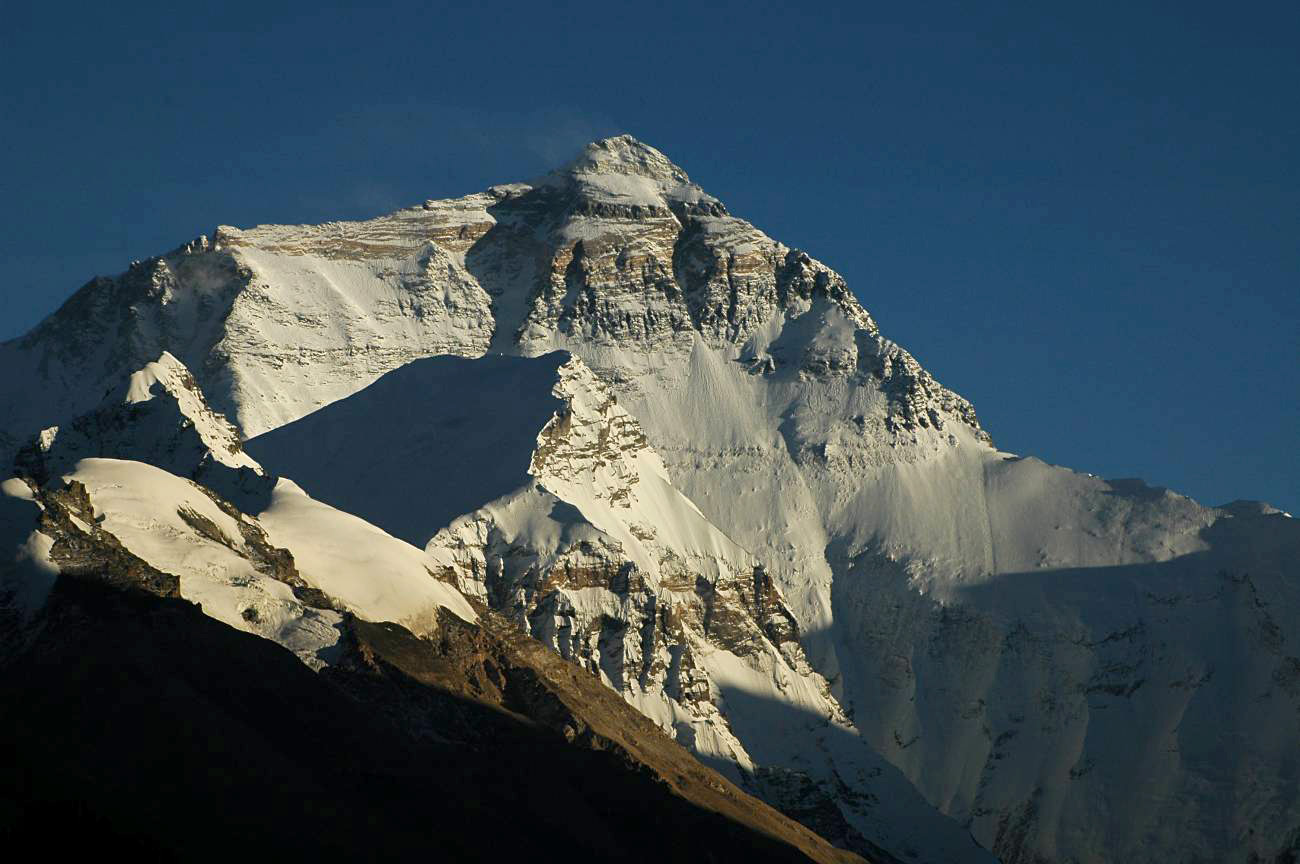
Cara nord de l'Everest des de Rongbuk al Tibet
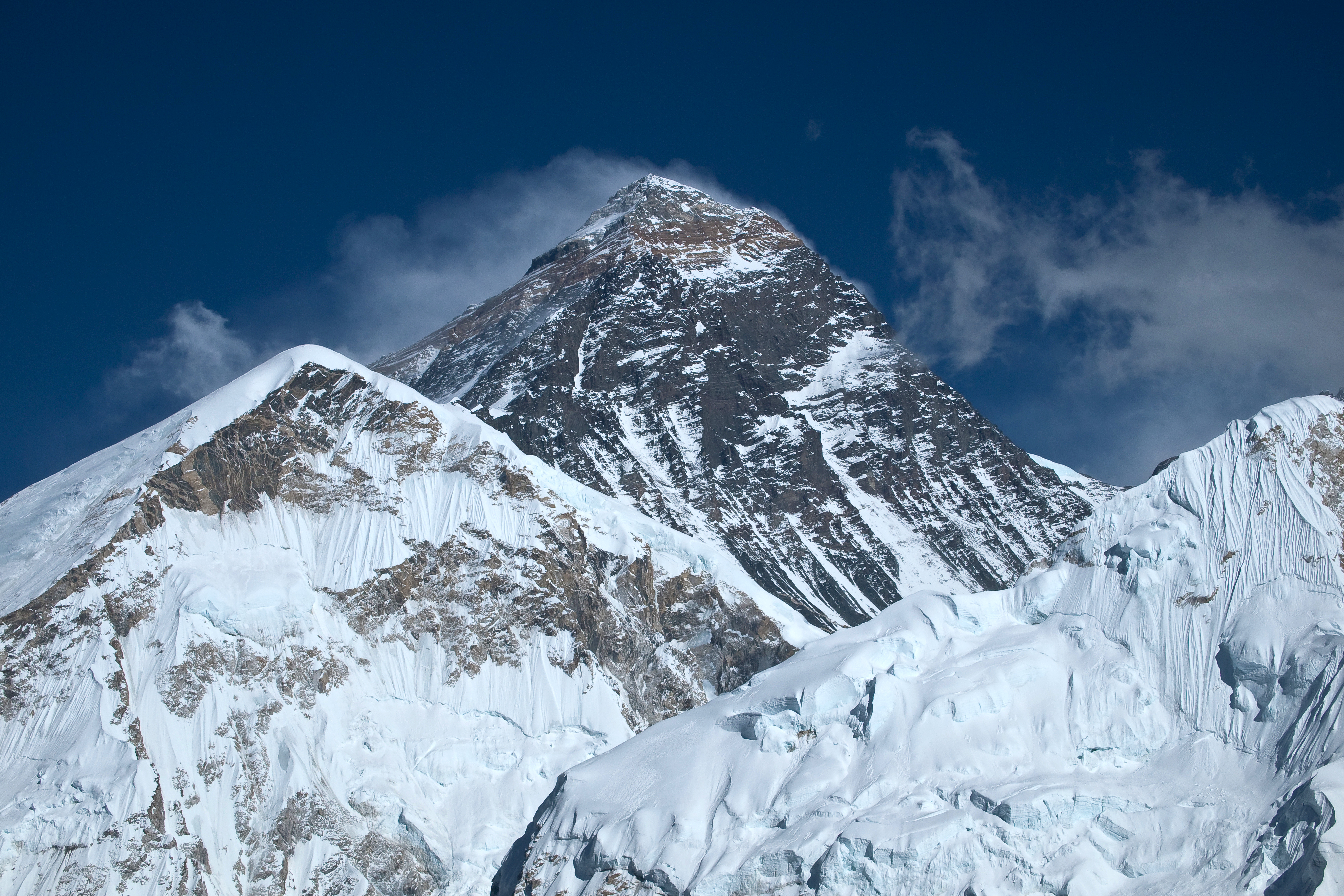
Everest
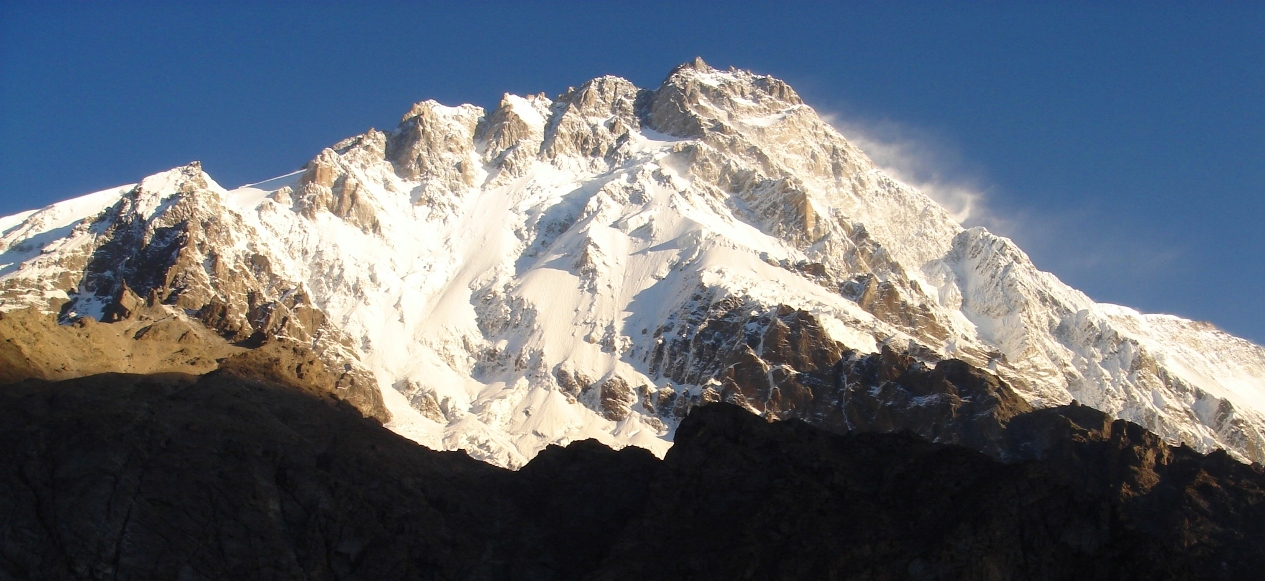
Nanga Parbat, Pakistan
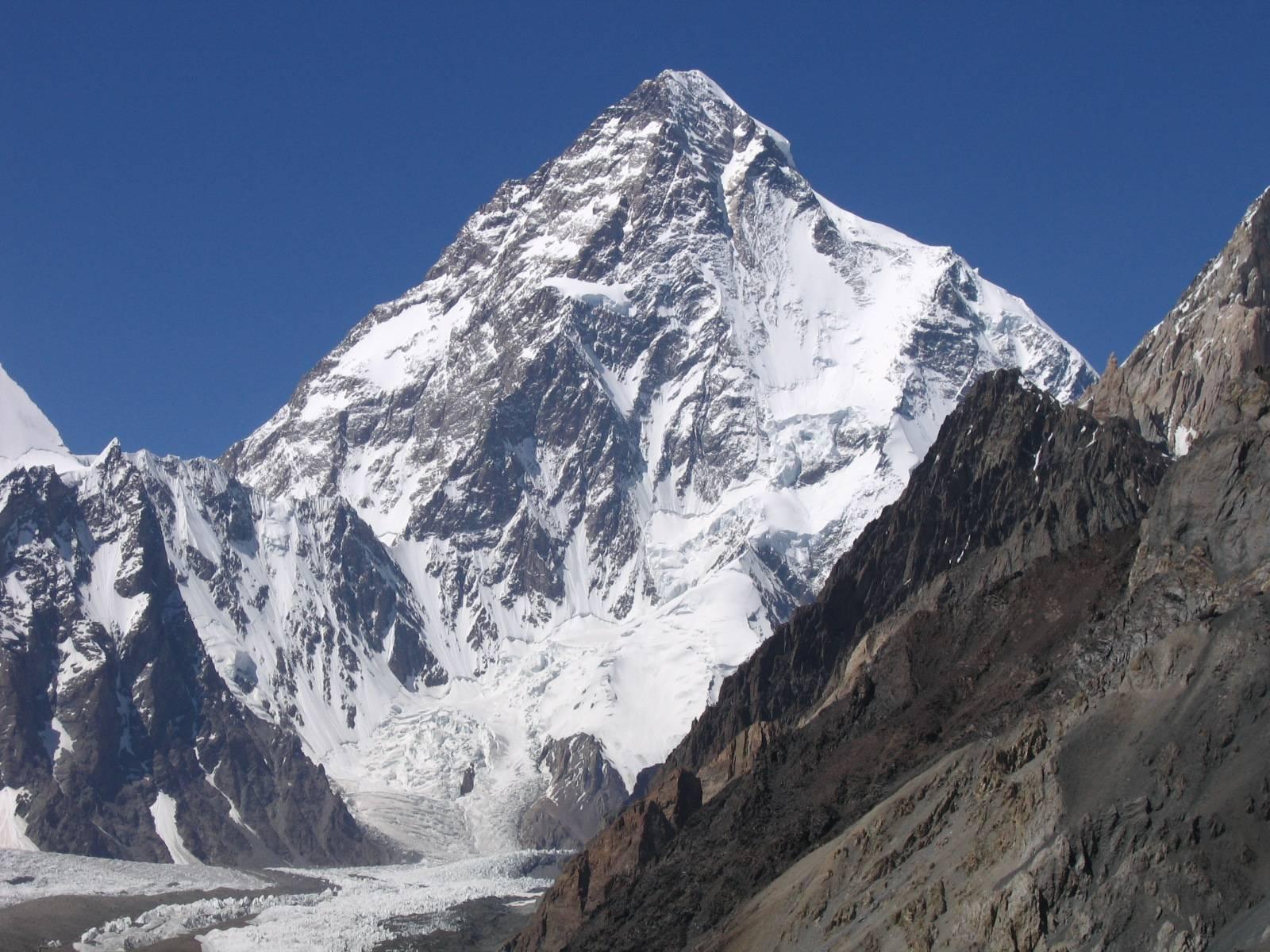
K2
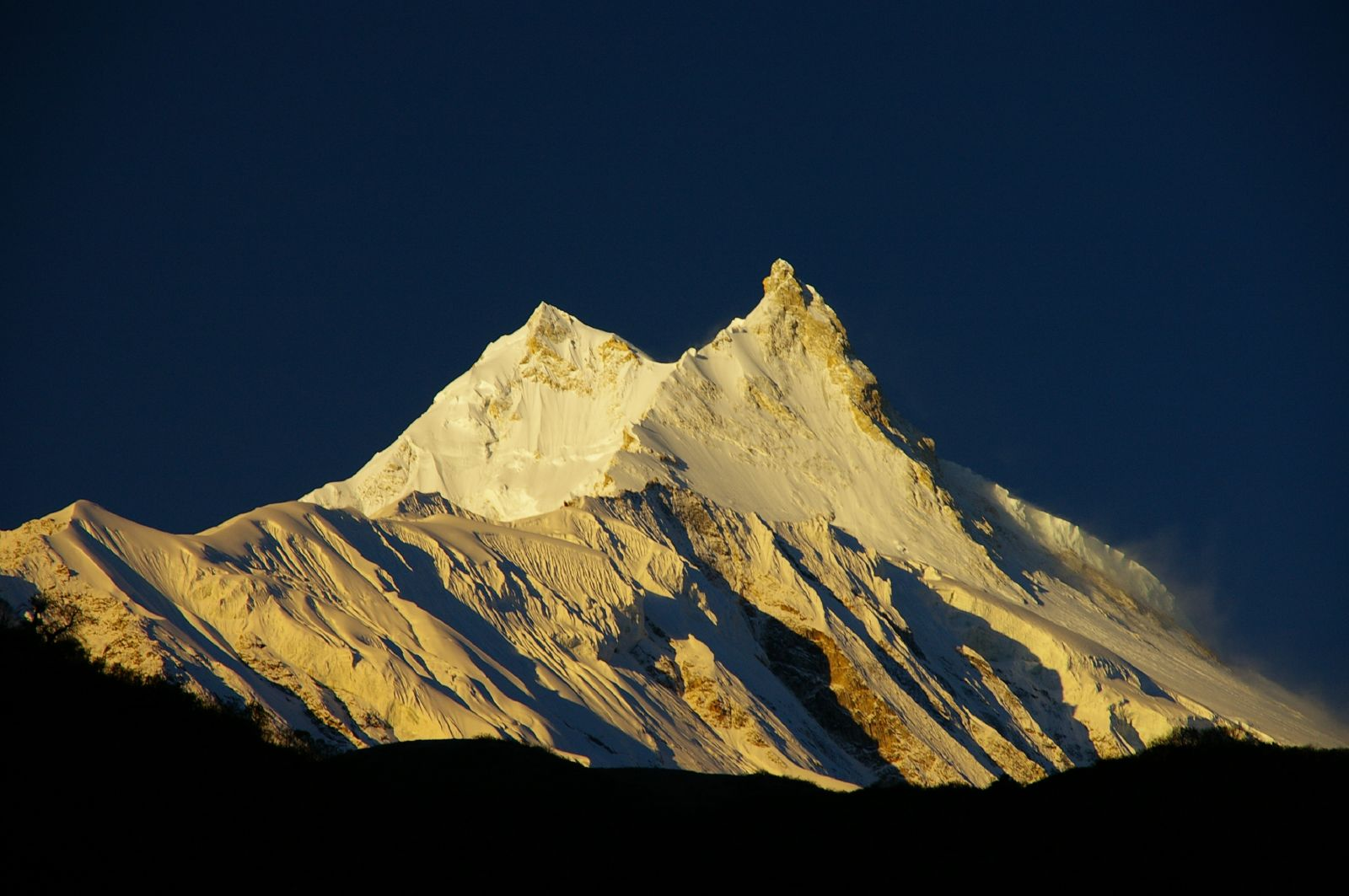
Manaslu
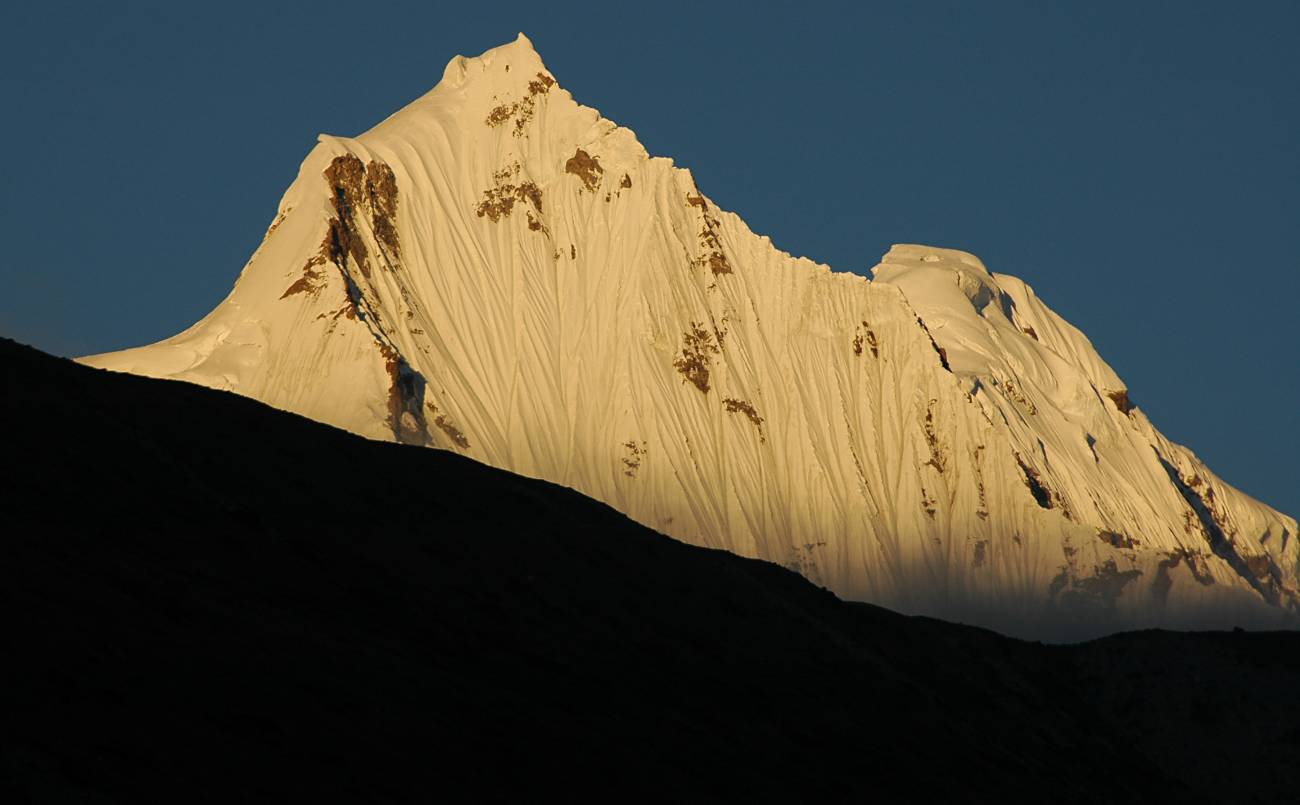
North Sikkim, Kangchengyao satellite